# Psilopa nigrina
Psilopa nigrina är en tvåvingeart som beskrevs av Timothy M. Cogan 1980. Psilopa nigrina ingår i släktet Psilopa och familjen vattenflugor.
Artens utbredningsområde är Kongo. Inga underarter finns listade i Catalogue of Life.